# Aeroportul Sui
Aeroportul Sui (IATA: SUL, ICAO: OPSU) este un aeroport din Baluchistan⁠(d), Pakistan.
Situat la o altitudine de 233 m, aeroportul dispune de o singură pistă.